# Südtiroler Bergturnfest
Das Südtiroler Bergturnfest in Brixen, Südtirol, Italien war ein traditionelles, zweitägiges, internationales Bergsportfest. Am Südtiroler Bergturnfest nahmen Gymnasten, Leichtathleten, Schwimmer und Turner aller Altersklassen teil, Kinder, Jugendliche und Erwachsene (inkl. Senioren). Im Jahr 2010 wurde die letzte Veranstaltung dieser Art durchgeführt.
Veranstalter des Südtiroler Bergturnfestes war seit 1961 der SSV Brixen. Organisation und das Wettkampfbüro wurden vom Begründer Walter Kompatscher geleitet.

## Geschichte

### Präludium

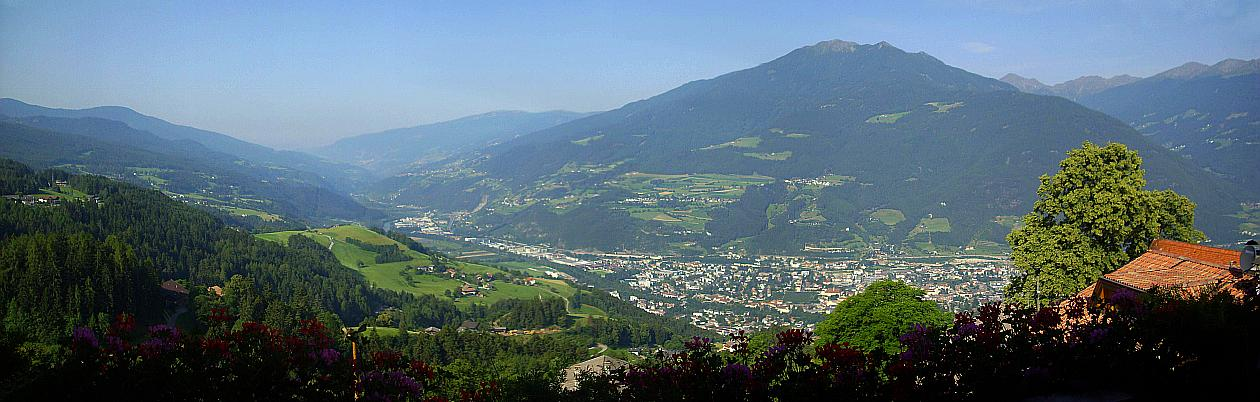
Blick auf Brixen im Eisacktal

Die Vorgeschichte der Gründung des Südtiroler Bergturnfestes wurde von politischen Ereignissen überschattet. Während der Feuernacht vom 11. auf den 12. Juni 1961 wurden in Südtirol durch Mitglieder des so genannten Befreiungsausschusses demonstrativ Strommasten gesprengt, die Stromzufuhr zur chemischen Industrie Oberitaliens und zur Bozner Industriezone unterbrochen. Während dieser Zeit waren die Planungen für das Bergturnfest längst im Gange, die Einladungen versandt. Ob die Teilnehmer jedoch nach Südtirol einreisen durften, war durch die Sprengstoffattentate unsicher.

### 1961 bis 1985
Das Südtiroler Bergturnfest geht auf eine Idee von Walter Kompatscher zurück, der sich mit dem damaligen Präsidenten des SSV Brixen, Otto Seebacher, Mitgründern wie Peter Rottensteiner, dem damaligen Nordtiroler Gauturnwart Luis Lindner und Turnern aus Bozen abgesprochen hatte. Der SSV Brixen war selbst erst im vierten Jahr seines Bestehens, als die Veranstaltung erstmals am 14. Oktober 1961 als Brixner Bergturnfest durchgeführt werden konnte, mit zunächst 180 Teilnehmern aus Nord-, Süd- und Osttirol. Als Wettkampfgelände besonders geeignet erschien eine Bergwiese beim Flötscherhof in Natz bei Brixen. Aus dem rein Tiroler Event wurde jedoch rasch mehr, denn in den Folgejahren stießen Teilnehmer aus Bayern, dem Vorarlberg und Kärnten hinzu. Veröffentlichungen in der Zeitschrift Deutsches Turnen durch den damaligen Chefredakteur Hermann Präder machten das Ereignis schnell im deutschen Sprachraum publik. Beim 15. Südtiroler Bergturnfest waren bereits 684 Teilnehmer dabei, beim 25. Jubiläum schon 845 Teilnehmer. Bei diesem Jubiläum strengten sich die Turner des SSV Brixen offenbar besonders an, denn sie stellten gleich drei Sieger.

### 1986 bis 2010

Graphik: Anzahl teilnehmender Sportler pro Jahr

Graphik: Anzahl teilnehmender Vereine pro Jahr

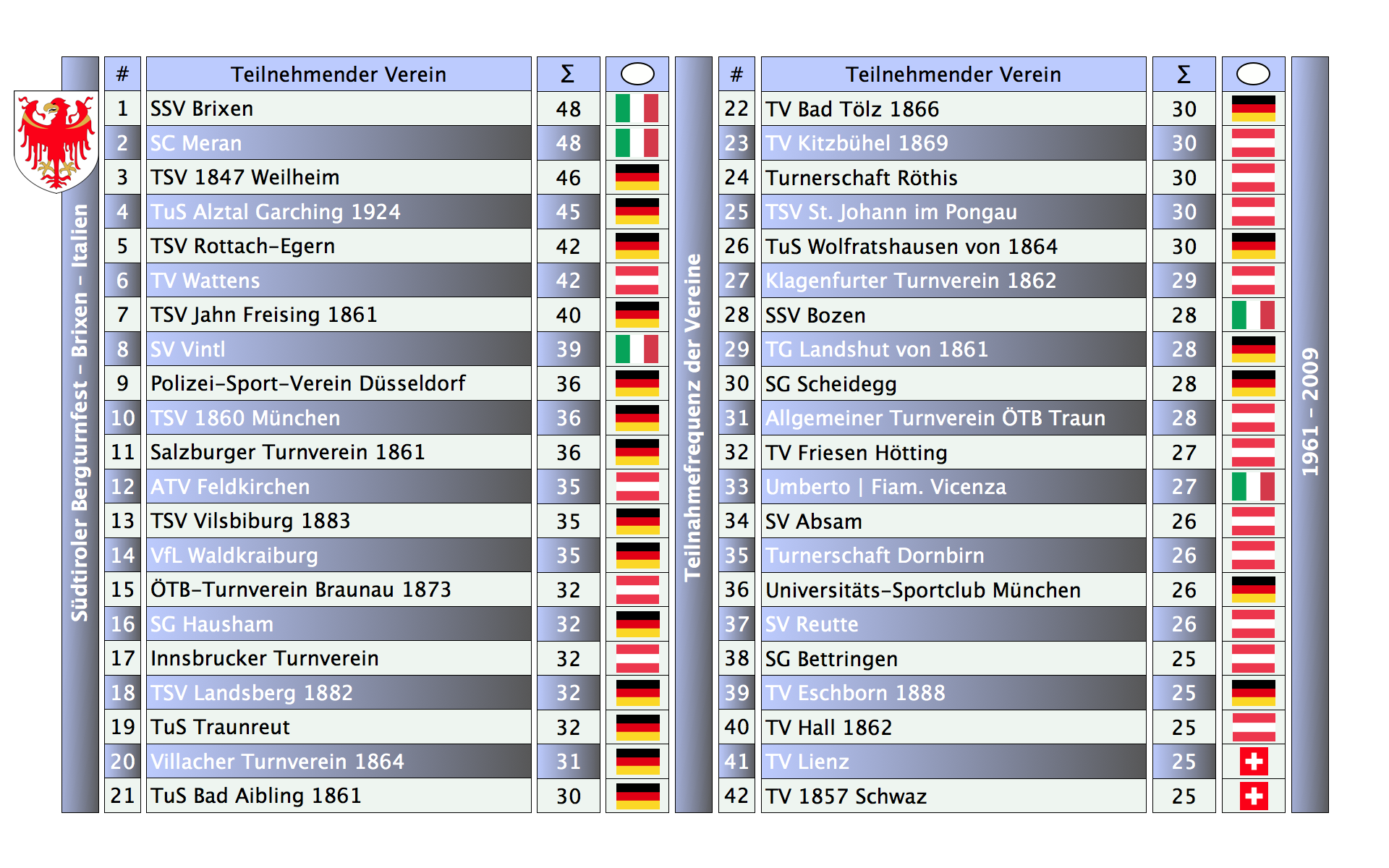
Tabelle: Teilnahmefrequenz – Vereine, die 25 Mal oder häufiger teilgenommen haben

In der Zeit des italienischen Faschismus (ital. fascismo) ab 1922 wurden die Südtiroler Turnvereine zwangsweise aufgelöst, verboten und enteignet. Die Südtiroler gaben ihren Sport jedoch nicht auf, sondern suchten nach Alternativen zu ihren verlorenen Turnhallen. Sie trafen sich daher auf abgelegenen Bergwiesen, um dort zu turnen, Turnspiele wie Faustball zu spielen und heimatliches bzw. turnerisches Liedgut zu singen. Für die 1923 enteignete Turnhalle und den ebenfalls verlorenen Turnplatz gab es Jahrzehnte später eine finanzielle Entschädigung. Zudem hatte sich die Stadtgemeinde Brixen verpflichtet, von diesem Betrag der Turnabteilung des SSV Brixen eine Halle zu bauen. In ihr finden bis zum heutigen Tag das Training und Lehrgänge statt. Zum 30. Jubiläum des Südtiroler Bergturnfestes im Jahr 1990 wurden anlässlich der Firstfeier die Urkunden für den neuen Bau übergeben.
Nach neununddreißig Jahren Bergturnfest kam es im Jahr 1999 zu einer Zäsur. Durch einen Generationswechsel in den Eigentümerverhältnissen sollte die Bergwiese beim Flötscherhof umgewidmet werden, sie konnte seitdem nicht mehr für die Wettkämpfe des Südtiroler Bergturnfestes genutzt werden. Auf dem Gelände des Flötscherhofes wurde eine Obstplantage angelegt sowie ein Kinder-Hotel mit Außenschwimmbecken errichtet.
Ab dem Jahr 2000, zum 40. Jubiläum, musste die Veranstaltung dann in die Brixner Sportzone, das Sportzentrum Süd, ausweichen. Die Vorteile dort liegen auf der Hand, es gibt Sportanlagen modernen Zuschnitts, die Anlage ist von hohen Bergen umrahmt. Die Nachteile stellten sich jedoch ebenfalls heraus: das einzigartige Flair des früheren Naturgeländes der Bergwiese beim Flötscherhof fehlte nun. Dies sehen die Veranstalter als Ursache dafür, dass die Anzahl der teilnehmenden Vereine und Aktiven in den Folgejahren insgesamt deutlich zurückging. Allein mit dem Wechsel von der Bergwiese zur Brixner Sportzone kann der Teilnehmerrückgang nicht erklärt werden, zumal der Abwärtstrend bereits seit der zweiten Hälfte der 1980er Jahre zu beobachten ist. Betrachtet man die Statistiken der übrigen Bergturnfeste im deutschen Sprachraum, fällt für diese Zeitspanne in den meisten Fällen die gleiche negative Tendenz auf. Zudem entsprechen beim Südtiroler Bergturnfest die Teilnehmerzahlen pro Veranstaltung des Zeitraums von 2001 bis 2009 etwa denen der Jahre 1969 bis 1971, über die sich die Veranstalter nie negativ geäußert haben. Ähnliches gilt auch für die Anzahl der teilnehmenden Vereine. Die Anzahl der zwischen 2001 und 2009 je Event teilnehmenden Vereine entspricht jener der Zeitspanne zwischen 1970 und 1976. In diesem Kontext ist auch die sehr konstante Beteiligung vieler Vereine interessant, die sich bei 42 von ihnen über immerhin jeweils 25 bis 48 Jahre erstreckt.
Dennoch haben die Initiatoren bzw. Organisatoren und der Vereinsvorstand nichts unversucht gelassen, eine der ehemaligen Bergwiese des Flötscherhofs in Natz vergleichbare Wettkampffläche in der Umgebung ausfindig zu machen, die für das Südtiroler Bergturnfest genutzt werden könnte. Die Suche nach einer Alternative verlief jedoch bis heute ergebnislos.
Schon um 1980 führte Hans Kahl die elektronische Datenverarbeitung für die Statistik des Südtiroler Bergturnfestes ein, ein Meilenstein, der die Erfassung und Auswertung der großen Datenmengen erheblich vereinfacht und systematisiert hat.
Am 25. und 26. September 2010 fand das 50. und letzte Bergturnfest statt, zu dessen Anlass eine Festschrift erstellt wurde.

## Gelände
Während die Wettkämpfe von 1961 bis einschließlich 1989 auf einer gemähten Bergwiese durchgeführt worden sind, ergab sich seitdem ein anderes Bild: Die Wettkämpfe fanden auf gepflegten Rasenflächen des Sportzentrums Süd, der Brixner Sportzone, und deren Kunststoff-Laufbahnen statt, außerdem in der Schwimmhalle Aquarena mit wettkampfgerechtem 25-Meter-Becken, der Wahlwettkampf im Turnen in der Sporthalle. Dementsprechend konnten auch die jeweiligen sanitären Einrichtungen genutzt werden.

## Wettkampfprogramm

### Sportarten
Im Verlauf des Südtiroler Bergturnfestes wurden Wettkämpfe in der Gymnastik und der Leichtathletik, im Turnen und Schwimmen ausgetragen. Ein seit 2006 angebotener Wahlwettkampf für Allrounder (Dreikampf) ermöglichte die wahlweise Teilnahme an zwei oder drei Sportarten.

### Sportdisziplinen
- Bodenturnen
- Brustschwimmen (50 Meter)
- Freistilschwimmen (50 Meter)
- Gerätturnen (Barren, Bock, Pferd, Reck, Schwebebalken, Seitpferd, Stufenbarren)
- Gymnastik (mit oder ohne Handgerät)
- Kugelstoßen (3, 4, 5 und 7,26 Kilogramm)
- Laufen (60 Meter, 100 Meter)
- Schleuderball (1 und 1,5 Kilogramm)
- Weitsprung bzw. (Standweitsprung)[7]

### Höchstleistungen
Die älteste aktive Teilnehmerin des Südtiroler Bergturnfestes war 82, der älteste aktive Turner 93 Jahre alt.

### Siegerehrungen
Die Sieger der Wettkämpfe wurden jeweils direkt nach Abschluss ausgezeichnet, die Gesamtsieger im Turnen erhielten je einen Pokal. Als Sieger galten Teilnehmer, die je Sportart bzw. Disziplin (Leichtathletik, Gerätturnen, Wahlwettkampf) bestimmte Punktzahlen erreicht haben. Diesen wurden ebenso Siegerplaketten überreicht wie allen Teilnehmern über 60 Jahre, die den Wettkampf abschließen.

## Organisation

### Volunteering
Von entscheidender Bedeutung für das immer an zwei aufeinander folgenden Tagen (Samstag/Sonntag) veranstaltete Südtiroler Bergturnfest waren ehrenamtlicher Helfer. So mussten beispielsweise die Wettkampfflächen in geeigneter Weise vorbereitet werden, Wettkampfstatistiken geführt und ausgewertet, Nahrungsmittel und Getränke besorgt, transportiert und zum Teil zubereitet werden, die medizinische Versorgung und eine umfassende Presse- und Öffentlichkeitsarbeit sowie der Kontakt zu den vielen beteiligten Vereinen garantiert sein.

### Infrastruktur
Der Veranstalter bietet Essen bzw. Imbiss und Getränke an. Die Übernachtung muss von den Teilnehmern selbst organisiert werden, der Veranstalter bietet dazu Adressen geeigneter Quartiere (Jugendherberge und Campingplatz) bzw. der Tourismusvereine der Region für Pensionen und Hotels an.

### Rahmenprogramm

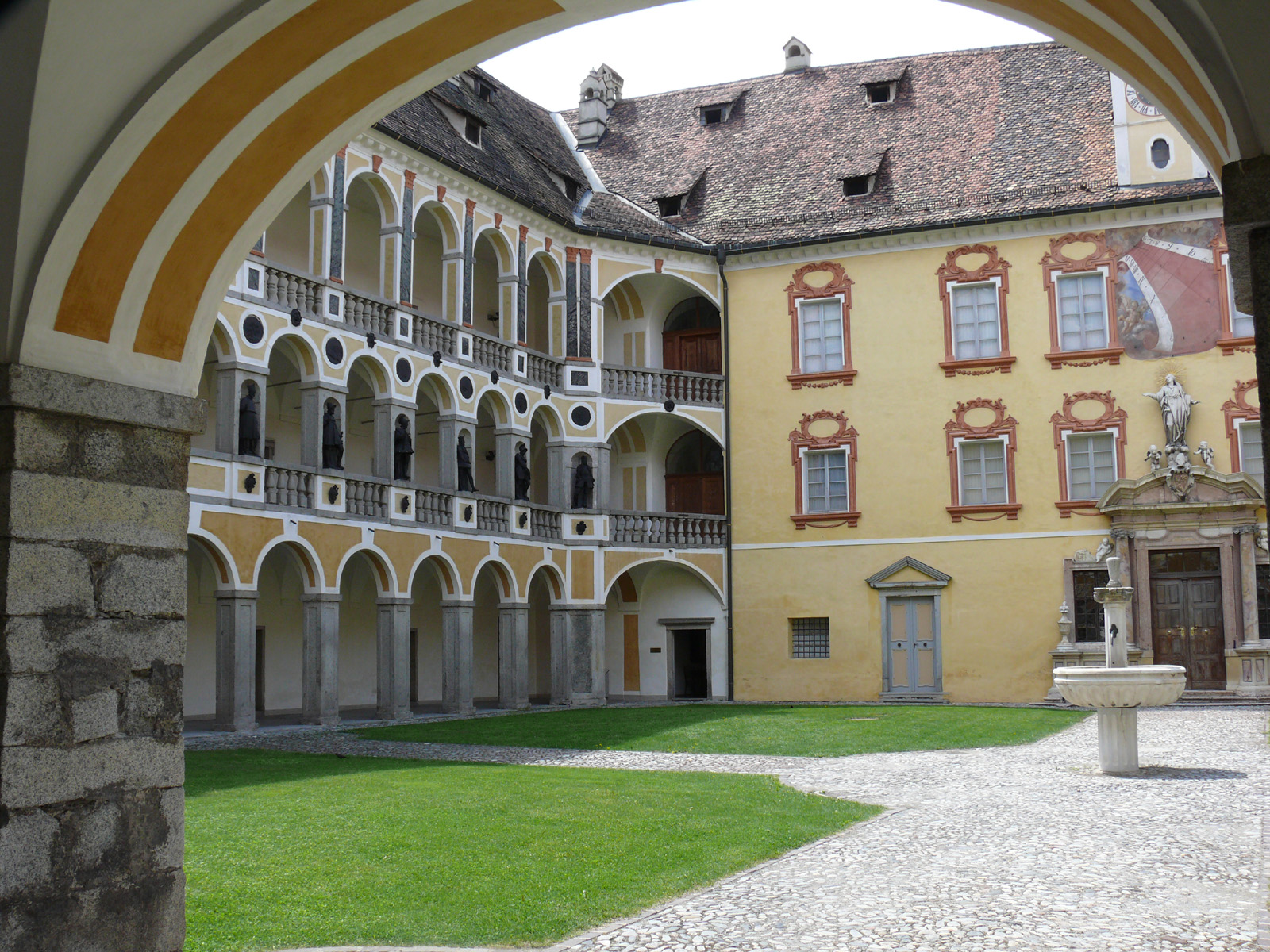
Innenhof der Fürstbischöflichen Hofburg in Brixen

In den ersten Jahren des Bergturnfestes auf der Bergwiese beim Flötscherhof in Natz stand eine gemeinsame Andacht in der Hofkapelle vor dem Beginn der Wettkämpfe. Die stetig steigenden Teilnehmerzahlen konnte die kleine Kapelle jedoch nicht aufnehmen. Die Veranstalter ließen die Andacht daher schon nach einigen Jahren entfallen, obwohl eine Andacht auch unter freiem Himmel vorstellbar gewesen wäre.
In den früheren Jahren fanden sich die angereisten und ortsansässigen Teilnehmer am Vorabend der Wettkämpfe zu einem Gemeinschaftsabend zusammen, mit viel Musik, Unterhaltung, Speis und Trank. Inzwischen ziehen es die meisten jüngeren Teilnehmer jedoch vor, den Abend in Brixen zu erleben und die Stadt zu erkunden.
Im Rahmenprogramm des Südtiroler Bergturnfestes wurde sonntags ein Schauturnen veranstaltet, das sowohl Sieger der Turnwettkämpfe als auch Turner des SSV Brixen gestalteten. Ein Spielmannszug war meist ebenfalls mit von der Partie.